# Ллойд Джордж, Оуэн
Оуэн Ллойд Джордж, 3-й Граф Ллойд Джордж Дуйворский (англ. Owen Lloyd George, 3rd Earl Lloyd-George of Dwyfor; 28 апреля 1924 — 29 июля 2010) — британский пэр, заседавший в качестве члена Палаты лордов с 1968 по 1999 год.

## Ранняя жизнь
Родился 28 апреля 1924 года. Единственный сын Ричарда Ллойд-Джорджа, 2-го графа Ллойд-Джорджа Дуйворского (1889—1968), и Роберты Иды Фриман Макэлпайн (1898—1966), младшей дочери сэра Роберта Макэлпайна, 1-го баронета, основателя инжиниринговой компании Sir Robert McAlpine Ltd. Внук Дэвида Ллойд Джорджа (1863—1945), либерального премьер-министра Соединённого королевства в период с 1916 по 1922 год, которому графство было пожаловано при его создании в 1945 году.
Оуэн Ллойд-Джордж получил образование в школе Оундл, где он был чемпионом по боксу в полулегком весе, но ушёл, не дожив до своего 17-летия, чтобы пойти в ученики на инженера-строителя к сэру Альфреду Макэлпайну, 3-му баронету.

## Карьера
В 1942 году Ллойд-Джордж был зачислен в Валлийскую гвардию, где получил звание капитана. Во Второй мировой войне он воевал в составе 3-го батальона в Италии с 1944 по 1945 год. После войны служил во 2-м батальоне в Германии.
После смерти своего деда в марте 1945 года премьер-министр Уинстон Черчилль постановил, что всех четырёх внуков его старого друга, служивших на службе, следует привезти домой, чтобы присутствовать на похоронах в Северном Уэльсе. Один был артиллерийским офицером, дислоцированным на Рейне, другой летал на бомбардировщике, третий служил на авианосце «Энтерпрайз» в Северном море, а четвёртый, Оуэн Ллойд-Джордж, воевал в Италии. Оуэн Ллойд-Джордж был немедленно отправлен в Неаполь на истребителе, ему предоставили койку на вилле фельдмаршала Александера, на следующее утро он перелетел на бомбардировщике в Англию, а затем перелетел в Северный Уэльс на «Спитфайре» (пилотировал польский пилот с школьным атласом и никакого знания Уэльса) и доставлен в Лланистумдви за час до похорон.
После смерти своего отца 1 мая 1968 года он сменил графа Ллойда-Джорджа Дуйворского и стал активным членом Палаты лордов. В 1993 году он занимал должность заместителя лейтенанта (DL) Дайфеда.
В ноябре 1999 года был принят Акт о Палате лордов, ограничивающий число потомственных пэров, имеющих право заседать в Палате лордов, до 92. В результате Оуэн Ллойд-Джордж лишился своего места. Несмотря на это, Палата лордов остается крупнее Палаты общин (нижней палаты), единственной верхней палаты двухпалатного парламента в мире.

## Браки и дети
8 сентября 1949 года Оуэн Ллойд-Джордж первым браком женился на Рут Маргарет Койт (? — 16 мая 2003), дочери Ричарда Койта и Вайолет Жозефины Слокок, но они развелись в 1982 году. От Койт у него было трое детей, два сына и одна дочь:
- Дэвид Ричард Оуэн Ллойд Джордж, 4-й граф Ллойд-Джордж Дуйворский (род. 22 января 1951), старший сын и преемник отца.
- Достопочтенный Роберт Джон Дэниел Ллойд Джордж (род. 13 августа 1952), 1-я жена (с 1977 по 1991) — Ким Фишер, от брака с которой у него двое детей, 2-я жена с 1992 года Донна Джин Хасти, от брака с которой у него четверо детей.
- Леди Джулия Маргарет Вайолет Ллойд Джордж (род. 19 мая 1958), в 1984 году вышла замуж за Саймона Эрролла Прайора-Палмера, трое детей.

16 июня 1982 года вторым браком он женился на (Сесили) Жозефине, графине Вултон (11 декабря 1925 — 10 мая 2012), дочери сэра Александра Пенроуза Гордон-Камминга, 5-го баронета (1893—1959), и Элизабет, графини Кодор. Это был её третий брак.

## Другая информация
- Оуэн Ллойд-Джордж нес меч на церемонии посвящения принца Уэльского в Кернарвоне в 1969 году.
- Он не приобретал дом в Уэльсе, пока ему не исполнилось 63 года, когда он купил Ffynone, загородный дом, построенный Джоном Нэшем в отдаленном уголке Пембрукшира.
- Оуэн Ллойд-Джордж был автором скромного, живого и добродушного сборника мемуаров «Повесть о двух дедушках» (1999).